# 罗希 (足球运动员)
罗希（1991年3月2日—）是中国足球运动员，主要司职中场。

## 职业生涯
罗希出生于重庆，曾经获得全国U11足球比赛重庆赛区冠军。2002年罗希曾到上海崇明岛根宝足球基地接受训练，2003年8月又回到成都马明宇足球学校。2005年他被北京国安青少年部的洪元硕看中，经北京黑马俱乐部，次年正式进入国安三队，此后长期担任9091届梯队队长。在队伍出征参加新加坡联赛之前，罗希受伤从而错过了这次宝贵的锻炼机会。
2011年初，罗希到深圳红钻试训得到特鲁西埃的钦点，被视为重点培养的新秀，他自掏腰包和北京国安买断合同，后与深圳红钻签约。2011赛季第一轮，因伤有一年没踢球的罗希随深圳红钻在天津泰达客场上演首秀。2011年罗希是深圳红钻的一线主力，除赛季末期手部受伤参加了大多数的比赛，尽管作为新人有着可圈可点的表现，但无力阻止球队降级。
2012年，尽管有过来自江苏舜天近5百万的报价，罗希仍被特鲁西埃力主留下冲超，在赛季初尝试改打过右翼和右中卫后，一次比赛中的受伤耽误了他的发展，在此后的一年半多时间都未回到此前被看好的高度。
2013年底，合约期满的罗希自由转会上海申花，签订了三年的合约。后在绿地收购后，为召回已到北京八喜冬训但未签约的两名前申花球员，罗希和另一名和他同期签约的年轻球员刘斌一同被租借给北京八喜一年，再战中甲。2014赛季在北京八喜，罗希仅有轮换机会，但仍在做客深圳的比赛中争取到了首发，一度还赢得主队球迷的掌声。